# علوم ادبی

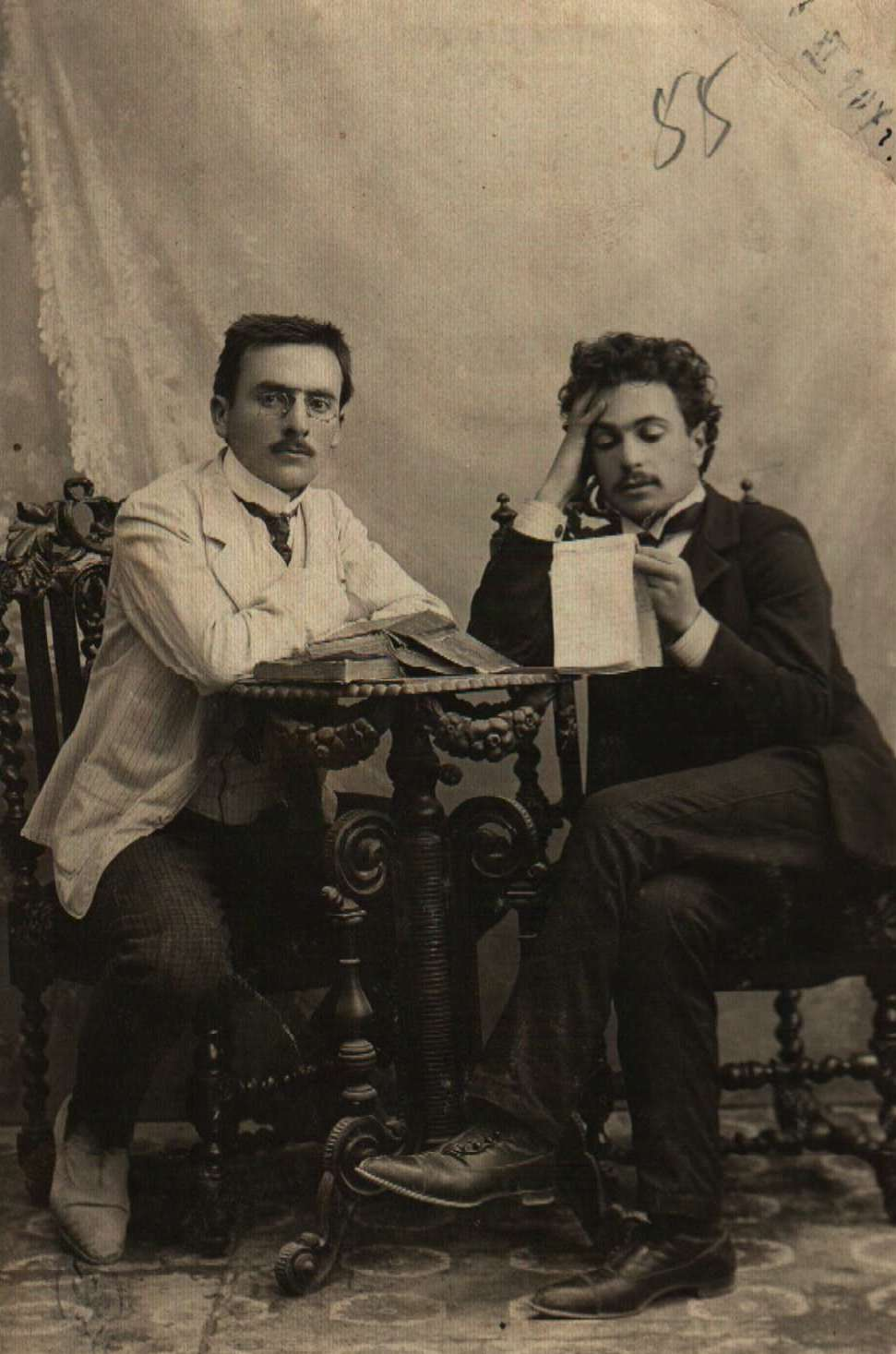
This file was provided to Wikimedia Commons by the Bulgarian Archives State Agency as part of a cooperation project. The Bulgarian Archives State Agency provides images, which are public domain. For attribution/citation of the source, Bulgarian Archives State Agency, please use the identification numbers of the document's fonds, inventory, archival unit and sheet.

علوم ادبی اصطلاح  است که در بسیاری از کشورها در اشاره به همهٔ انواع مطالعهٔ علمی مربوط به ادبیات به کار می رود. شاخه‌های اصلی علوم ادبی تاریخ ادبیات، نقد ادبی، و نظریه ادبی هستند.